# Салливан, Роберт Болдуин
Роберт Болдуин Салливан (англ. Robert Baldwin Sullivan; 24 мая 1802 — 14 апреля 1853) — канадский политик, судья и королевский адвокат, который стал 2-м мэром Торонто.

## Личная жизнь
Родился в 1802 году в семье Дэниела Салливана и Барбары Болдуин, в городе Бандон, Ирландия. Его отец был торговцем, а мать сестрой Уильяма Уоррена Болдуина, крупного политика, юриста и бизнесмена. В 1819 году вместе с семьёй переехал в город Йорк, который ныне является частью Торонто. В 1829 году он женился на Сесилии Элизе Мэтьюс и переехал в Витторию, небольшое поселение в графстве Норфолк, но вернулся в Йорк после смерти своей жены в 1830. Позже, 24 декабря 1833 года, Салливан вступил в брак повторно. Его женой стала Эмили Луиза Делатре. У них было четыре сына и семь дочерей, кроме того, у Салливана также была дочь от первого брака. 

## Политическая карьера
Он изучал право и получил адвокатскую практику в 1828. Его политическая карьера началась в этом же году, когда он принимал активное участие в предвыборной кампании своего дяди на муниципальных выборах. В 1835 году вступил в городской совет, а затем был избран советом на должность мэра Торонто. При нём велась активная работа по очистке улиц Торонто. 6 мая 1836 года комитет городского совета по дренажу и мощению одобрил строительство первого главного магистрального канализационного коллектора на Кинг-стрит, в котором все системы дренажа и канализации должны были быть связаны между собой и образовывать единую систему .
В 1836 году сэр Фрэнсис Бонд Хед, 6-й лейтенант-губернатор Онтарио, инициировал отставку членов исполнительного совета провинции. Салливан был принят в совет. В том же году, 14 июля, его назначили на должность комиссара коронных земель в которой он пробыл до 9 февраля 1841 года. В 1939 году Салливан был назначен генеральным наблюдателем провинции и стал членом законодательного совета Верхней Канады.
Он поддержал объединение Верхней и Нижней Канады и был избран в законодательный совет провинции Канада. Затем Салливан некоторое время служил в качестве первого комиссара коронных земель в объединённой провинции. Эту должность он занимал с 10 февраля 1841 года по 30 июня 1841 года. В 1848 стал членом суда королевской скамьи. В этой должности Салливан пробыл до января 1950 года, когда он вошёл в состав только что образованного суда по гражданским делам («Court of Common Pleas»), где он и заседал до самой своей смерти. Роберт Болдуин Салливан скончался 14 апреля 1853 года в Торонто.